# Dactylorhiza vallis-peenae
Dactylorhiza vallis-peenae är en orkidéart som beskrevs av Horst Kümpel. Dactylorhiza vallis-peenae ingår i Handnyckelsläktet som ingår i familjen orkidéer. Inga underarter finns listade i Catalogue of Life.